# Chissà perché... capitano tutte a me
Chissà perché... capitano tutte a me è un film del 1980 diretto dal regista Michele Lupo.
È il seguito del film Uno sceriffo extraterrestre... poco extra e molto terrestre, dell'anno precedente.

## Trama
L'esercito americano cerca ancora di catturare il piccolo extraterrestre H7-25, che è rimasto sulla Terra per restare con lo sceriffo Scott Hall. 
I due sono costretti a spostarsi da uno Stato all'altro, ma alla fine lo sceriffo accetta un incarico a Monroe.
In poco tempo lo sceriffo sconfigge la criminalità locale, ma un nuovo pericolo è in agguato: un alieno malvagio si è stabilito sulla Terra e vuole prenderne possesso agendo sulla volontà degli esseri umani tramite un dispositivo ipnotico, e usando un esercito di androidi al suo servizio. Lo sceriffo, messo in guardia da H7-25, si dà da fare solo quando la vita del bambino viene messa a repentaglio, e alla fine lo salva dopo una lotta finale in cui manda completamente in tilt i robot nemici. Alla parata di ringraziamento dei cittadini irrompe l'esercito che vuole catturare H7-25, ma questi riesce a far decollare l'automobile e con lui lo sceriffo. Alla notizia che il bambino non ha energia per far tornare sulla Terra la macchina lo sceriffo risponde "chissà perché capitano tutte a me?".

## Riprese
Il film è stato girato in Georgia (Stati Uniti d'America). Le riprese sono state effettuate nella città di Monroe (contea di Walton), per la parte nella cittadina, mentre il parco divertimenti è il Six Flags Over Georgia di Austell (contea di Cobb), lo stesso utilizzato nel precedente film Uno sceriffo extraterrestre... poco extra e molto terrestre.

## Accoglienza

### Incassi
La pellicola si è classificata al 57º posto tra i primi 100 film di maggior successo della stagione cinematografica italiana 1980-1981.